# Desmalvinización

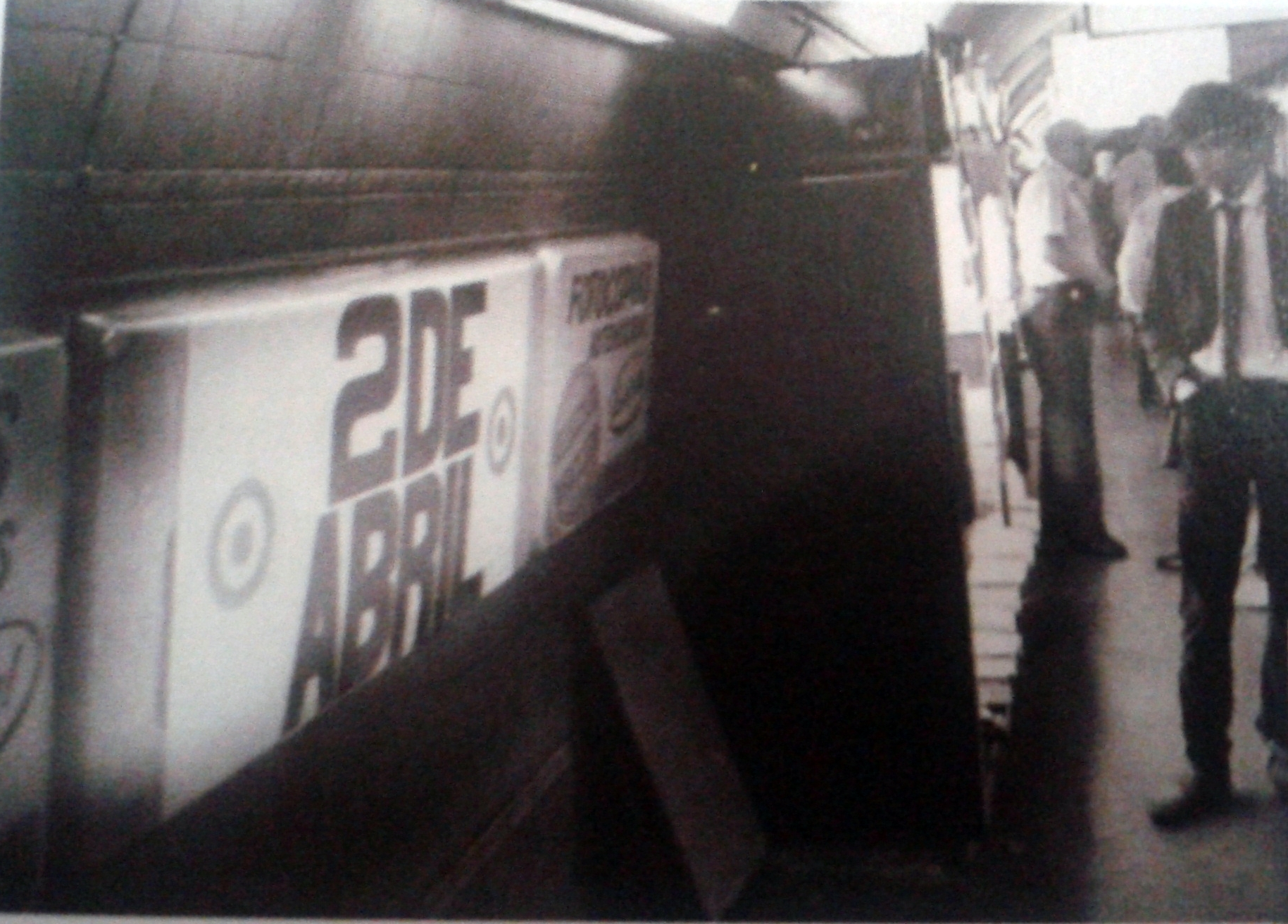
La estación Scalabrini Ortiz del subte de Buenos Aires fue denominada durante poco tiempo como 2 de Abril. Luego volvió a su nombre original, Canning, homenajeando a un político británico.

La «desmalvinización» es un concepto y fenómeno en la sociedad y la política de Argentina que apareció como consecuencia tras la derrota en la guerra de las Malvinas de 1982 y los primeros años del retorno a la democracia, mediante el cual los medios de comunicación se abstuvieron de mencionar la guerra y los soldados que retornaron al territorio continental fueron totalmente ignorados por la sociedad, siendo considerados por el imaginario colectivo como simples «chicos de la guerra» y víctimas de la dictadura cívico-militar que gobernó Argentina en ese momento.
La desmalvinización despojó todo acto heroico y patriótico ocurrido en las islas, además de sintetizar el clima social y político imperante en Argentina al finalizar el conflicto del Atlántico Sur. Se veía necesario deslegitimar la guerra, ensuciarla, empequeñecerla y opacar todo lo que se vincule con ella. El autor del concepto fue el politólogo y sociólogo francés Alain Rouquié, y fue utilizado por los veteranos, fuerzas políticas y diversos autores.
El concepto se puede definir como «un dispositivo político-discursivo orientado a producir un “relato” e instalar un “imaginario” sobre Malvinas en la sociedad argentina». Alcanzó una resonancia social importante en la historia reciente de la Argentina y es de uso frecuente al hablar sobre la posguerra. El discurso desmalvinizador inició inmediatamente al terminar la guerra y fue instituyéndose como un discurso hegemónico, tendiendo a disolver el fervor patriótico y anticolonial en los sectores populares. Quienes reivindicaban Malvinas como una cuestión patriótica y de lucha anticolonial —separada de la dictadura— corrían el riesgo de ser considerados cómplices del terrorismo de Estado. Sectores de izquierda, que apoyaron la recuperación de 1982, luego se manifestaron «arrepentidos» de aquella decisión.

## Conceptos y posturas
Alain Rouquié en una visita a la Argentina a mediados de la década de 1980 afirmó que era «imprescindible desmalvinizar» para consolidar la democracia tras los años de dictadura militar. Rouquié consideraba que la causa nacional del reclamo de la soberanía de las Malvinas constituía «una grave amenaza para el orden institucional», ya que podía ser capaz de movilizar a la población contra el «imperialismo anglo-yanqui». El reclamo por Malvinas permitía, según Rouquié, justificar la existencia y función de las fuerzas armadas. Creía que en los jóvenes, con el sentimiento patriota, podrían resurgir un populismo similar al peronismo de 1945. Por lo tanto, se buscaba restablecer la normalidad de las relaciones con las grandes potencias y dejar de lado la guerra y sus efectos. Rouquié pedía que el objetivo principal de los gobiernos democráticos sea desmalvinizar, significando quitar la posibilidad de rehabilitación de las Fuerzas Armadas ante la sociedad.
Rouquié, en una entrevista realizada por Osvaldo Soriano para la revista Humor Registrado en 1983, dijo que:

...[quien pretendan evitar] que los militares vuelvan al poder tienen que dedicarse a desmalvinizar la vida argentina. Esto es muy importante: desmalvinizar, porque para los militares las Malvinas serán siempre la oportunidad de recordar su existencia, su función y, un día, de rehabilitarse. Intentarán hacer olvidar la guerra sucia contra la subversión y harán saber que ellos tuvieron una función evidente y manifiesta, que es la defensa de la soberanía nacional. [...] Malvinizar la política argentina agregará otra bomba de tiempo en la Casa Rosada.

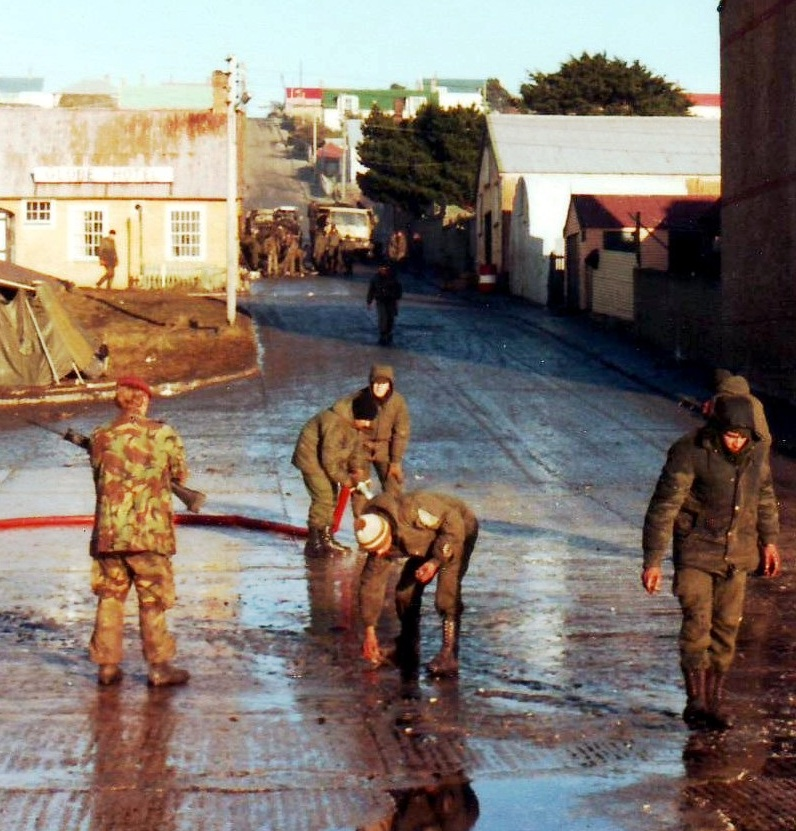
Reclutas limpiando las calles de Puerto Argentino después de la rendición de las fuerzas argentinas el 14 de junio de 1982.

Los discursos que relacionan la cuestión Malvinas con la intervención de la última dictadura cívico-militar ignoran que la preocupación y el debate en torno a las Malvinas se remontan a mediados del siglo XIX, y no son patrimonio exclusivo de los militares. Durante 150 años, desde la usurpación de 1833, la Argentina mantuvo su reclamo por vías diplomáticas.
La desmalvinización fue parte de una estrategia, profundizada durante el gobierno de Carlos Menem, que permitió fortalecer los lazos comerciales entre la Argentina y el Reino Unido.
Las principales posturas de la desmalvinización fueron:
- Desplazamiento de la cuestión de la usurpación británica y agresión a la Argentina en el análisis de la guerra: la guerra pasó a considerarse como solamente un recurso desesperado del gobierno militar para sobrevivir a su caída, aislando y desligando la guerra de la historia de la cuestión Malvinas y de las relaciones bilaterales desiguales entre la Argentina y el Reino Unido. El autor Gustavo Cangiano consideró que la desmalvinización se orientó a deshistorizar la guerra, «hasta degradarla al nivel de un capricho de un puñado de oficiales, a quienes se presentó movidos por una enfermiza sed de poder y de gloria». Por lo tanto, apoyar la gesta de Malvinas fue considerado como apoyar a la dictadura. Así, los argentinos que festejaron la recuperación de las islas habían sido víctimas de un «engaño» y debían hacer un mea culpa. A su vez la recuperación de las Malvinas pasó a ser un acto criminal y «descabellado».
- Victimización de los excombatientes: dejaron de ser soldados que combatieron con honor contra el Imperio Británico, perdiendo su protagonismo y pasando a ser siemples «chicos de la guerra» víctimas de los oficiales y suboficiales argentinos, en lugar de las fuerzas, batallas y bombardeos británicos. Los acontecimientos épicos argentinos fueron negados, así como la condición de héroes de los soldados caídos.
- Invisibilización de los crímenes británicos: ya que solo se hablaba de los casos de torturas de los oficiales argentinos hacia los conscriptos, dejando de lado la actuación británica.
- Creación de la idea de que la guerra produjo una confrontación entre una democracia (la británica) y una dictadura (la argentina), instalando en el inconsciente colectivo la idea de la impotencia argentina frente a las agresiones coloniales.
- Otra postura consideraba que el triunfo argentino en la guerra hubiese perpetuado a la dictadura durante cien años más.

La desmalvinización pretende que seamos hombres sin patria, sin Nación, que seamos ciudadanos que viven en un determinado lugar, sin fe, sin cultura, sin historia y sin destino.
Pablo Enrique Tomaino, veterano de Malvinas.

[La desmalvinización] es un forma de censura. Hoy sigue la prohibición de hablar de los héroes. Los militares trataron de tapar las miserias de la guerra. La democracia se encargó de ocultar las grandezas. Hoy se sigue haciendo hincapié en las miserias de la guerra como la falta de comida o el frío, pero no en las grandezas que están reconocidas por los mismos ingleses y por el mundo entero. Es increíble que nosotros siendo tan exitistas como somos, que nos jactamos de absolutamente todo, no lo hagamos con las grandezas que tuvo la guerra de Malvinas que sería absolutamente legítimo.
Nicolás Kasanzew.

La sociedad en general consideraba que las fuerzas armadas no habían sabido cumplir con su función específica. La indignación social creó cuando aparecieron las primeras denuncias de torturas hacia conscriptos y de improvisación por parte de los oficiales. Esto, sumado al orgullo nacional herido, perjudicó a los excombatientes.
El discurso desmalvinizador consideraba al soldado como un niño indefenso. Desde esta perspectiva los soldados argentinos no sufrieron tanto por los continuos ataques de las fuerzas británicas, como por el maltrato infligido por sus superiores. La idea de que los oficiales mandaron a la muerte a los soldados no se condice con las estadísticas sobre cantidad y rango de los caídos en combate.
Por otra parte, en 1982 ocurrieron diversas manifestaciones en Buenos Aires donde aparecían pancartas con la leyenda «Malvinas sí, Proceso no», donde se demostraba el apoyo a la causa Malvinas y la oposición al gobierno militar. La manifestación popular diferenció la dictadura del legítimo acto de recuperación de la soberanía del archipiélago. En otras movilizaciones se cantaban consignas como ésta:

Milicos muy mal paridos [...] ¿Qué pasó son las Malvinas? Esos chicos ya no están. No debemos olvidarlos y por eso hay que luchar.

El proceso fue considerado como elemento principal de la guerra psicológica llevada a cabo por el Reino Unido para desarmar a la Argentina luego de su derrota. Para algunos autores el proceso de desmalvinización también fue un factor muy importante que ayudó a sentar las bases para el restablecimiento de las relaciones bilaterales con el Reino Unido e instruir un «nuevo engranaje económico-financiero». Esto quedó demostrado en los acuerdos de Madrid, aún vigentes, firmados entre la Argentina y el Reino Unido en 1990 por el ministro de Relaciones Exteriores Domingo Cavallo, que fueron favorables a los intereses económicos británicos en el Atlántico Sur y que desmantelaron el sistema de defensa argentino.
Cuando en el Congreso de la Nación Argentina se trató la provincialización de Tierra del Fuego, Alberto Rodríguez Saá pronunció un discurso llamado «test de la desmalvinización» donde pidió tener en cuenta el asunto de las Malvinas por ser parte de Tierra del Fuego. Rodríguez Saá fue interrumpido en varias ocasiones.

## Resultados
Pocos días después de finalizar la guerra, los excombatientes retornaron al continente siendo ocultados por las autoridades militares. Cerca de 7800 soldados fueron llevados a Puerto Madryn, provincia del Chubut, en un transatlántico británico entre el 18 y 27 de junio de 1982. El gobierno no facilitó el encuentro entre los soldados y la sociedad. Ordenaron que el regreso se hiciera sin aglomeraciones de público y prácticamente a escondidas. El gobierno militar obligó a los combatientes a firmar un documento en el que se comprometían a no declarar nada acerca de lo vivido en las islas, relacionado con la experiencia vivida en la guerra y, en particular, por las torturas y vejámenes sufridos por los soldados conscriptos por parte de oficiales y suboficiales.
Desde los meses iniciales de la posguerra hasta los primeros años del retorno de la democracia, hubo una política de ocultamiento deliberada hacia los veteranos. Como resultado de la desmalvinización, los medios de comunicación argentinos tenían prohibido hacer reportajes a los veteranos, exceptuando aquellos que hablaban de las penurias sufridas en el conflicto. Los veteranos sufrieron marginación social, sufriendo descalificaciones por parte de la sociedad en general. Algunos conscriptos perdieron sus puestos de trabajo, mientras que eran negados a quiénes lo buscaban. A su vez políticos, perdiodistas, académicos, escritores, a través de publicaciones, libros, películas y documentales dieron forma aún más al proceso de desmalvinización. La derrota en la guerra sumado a las denuncias de terrorismo de Estado, hicieron que los militares argentinos fueran vistos como enemigos del país.

El principal problema radica en el hecho del Ejército Argentino nunca reconoció sus errores y culpó a los conscriptos de la derrota. La sociedad argentina que originalmente apoyó la invasión, nos abandonó y nos vinculó a la dictadura militar.
Edgardo Esteban.

Años después del retorno a la democracia, los tres responsables de la Junta Militar que condujeron a la guerra, Leopoldo Galtieri, Jorge Isaac Anaya y Basilio Lami Dozo, fueron condenados a 12 años de cárcel por «negligencia», al no haber previsto la reacción del gobierno británico. Los tres fueron indultados por Carlos Menem con el Decreto 1005 de 1989.
La película Iluminados por el fuego, ganadora de varios premios y que comienza con el suicidio de uno de sus principales personajes, abrió un debate constructivo en la Argentina que contribuyó a la idea de considerar a los veteranos como víctimas de la dictadura en lugar de cómplices.

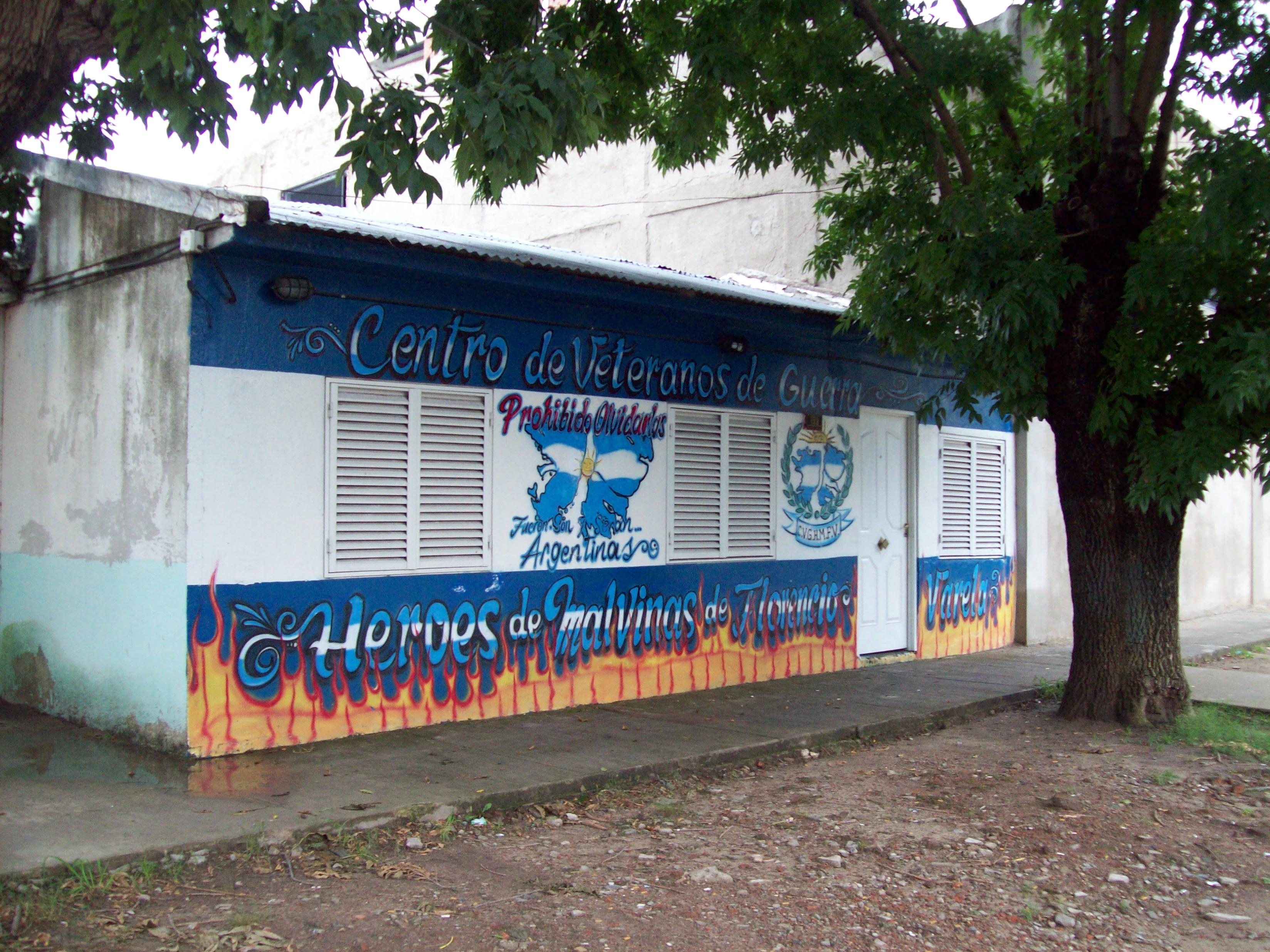
Centro de Veteranos de Florencio Varela, provincia de Buenos Aires.

El proceso de desmalvinizacón fue combatido por los excombatientes y sus familiares, además de las familias de los caídos. María Delicia Rearte de Giachino, madre del caído Pedro Edgardo Giachino elaboró numerosos artículos dedicados a combatir el llamado proceso de desmalvinización. Después de la guerra surgieron diversos centros de veteranos en toda la Argentina para materializar los reclamos de los combatientes en cuanto a servicios de salud, vivienda, empleo, entre otros, y ayudarse mutuamente para evitar el impacto psicológico postbélico, que causó estrés y depresión en algunos combatientes. El primer centro de excombatientes nació en agosto de 1982 en la Ciudad de Buenos Aires, luego se sumaron rápidamente centros en La Plata, la provincia de Corrientes y la provincia de Chaco. En diciembre de 1983 se llevó a cabo en la localidad de Morón, provincia de Buenos Aires, el primer encuentro nacional de veteranos, donde se elaboró una serie de demandas y propuestas.
Los excombatientes reclamaron que se conformara una comisión bicameral para analizar las responsabilidades de la guerra, pero fueron ignorados. También intentaron sin éxito que sus declaraciones fueran incluidas en el Informe Rattenbach. Los excombatientes lucharon para diferenciarse de las fuerzas armadas, mal vistas por la derrota y la violación de los derechos humanos, y por obtener un reconocimiento social, apoyo psicológico y pensiones equiparables a las de los oficiales y suboficiales. Entre las demandas también se pedía la creación de un proyecto de ley de protección para los excombatientes.
Las organizaciones y centros de veteranos reclaman hasta la actualidad que las instituciones argentinas nunca tuvieron una estrategia de asistencia psicológica adecuada para los excombatientes. Un informe del Centro de excombatientes de Malvinas (CECIM) de 2006 explicaba que los excombatientes presentaban altos niveles de violencia doméstica (un 37 % había admitido que sufría dicha situación y un 26 % había admitido que portaba armas). También se presentaban casos de dependencia de las drogas y/o alcohol, y enfermedades como el sida.
Se estima que un número de entre 350 y 454 veteranos se suicidó después de la guerra. Estadísticas del CECIM también indicaban que el 10 % de los veteranos tuvieron en algún momento pensamientos o intenciones de suicidarse y el 28% de ellos tienen ideas recurrentes sobre la materia.

La negligencia, la falta de experiencia y la ausencia de voluntad política ha contribuido en gran medida al empeoramiento de la condición psíquica que la guerra genera en todos los que participaron de forma activa.
Informe del Centro de ex Combatientes de Malvinas, CEIM.

Fernando Pablo Cangiano planteó como hipótesis, que el discurso desmalvinizador que banalizó la lucha de soldados y conscriptos, profundizó el síndrome postraumático de guerra y repercutió en la tasa de suicidios.
Nicolás Kasanzew, por el único cronista que cubrió hasta el último día la guerra para Canal 7, tras finalizar la guerra fue difamado por los militares, prohibido por el gobierno de Raúl Alfonsín y debió exiliarse en Estados Unidos.

Usted no tiene derecho a trabajar porque es la cara de Malvinas.

En 1984, el feriano nacional por el Día del Veterano y de los Caídos en la Guerra de Malvinas conmemorado el 2 de abril fue trasladado por el decreto nacional número 901/84 al 10 de junio, Día de la Afirmación de los Derechos Argentinos sobre las Malvinas. El día feriado retornó por ley en el año 2000.

## Remalvinización
Debemos urgentemente revertir la desmalvinización, proceso sufrido después del conflicto, y otra vez malvinizar el tema, ampliando la atención psiquiátrica, viviendas y puestos de trabajo para los veteranos de guerra.
Rodlofo Merlino, presidente del CECIM.

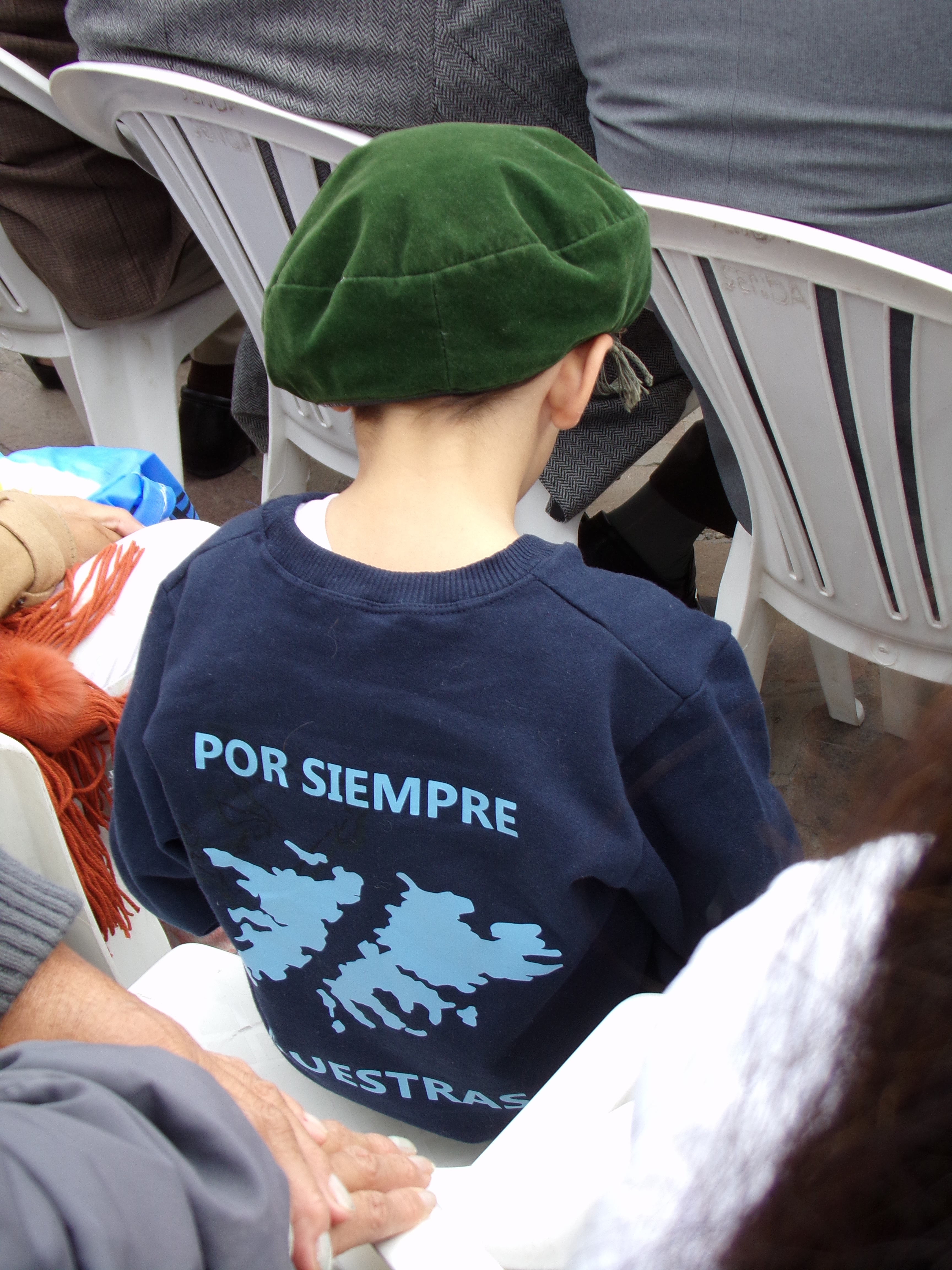
Pequeño niño argentino con un buzo o sudadera con la silueta de las islas Malvinas.

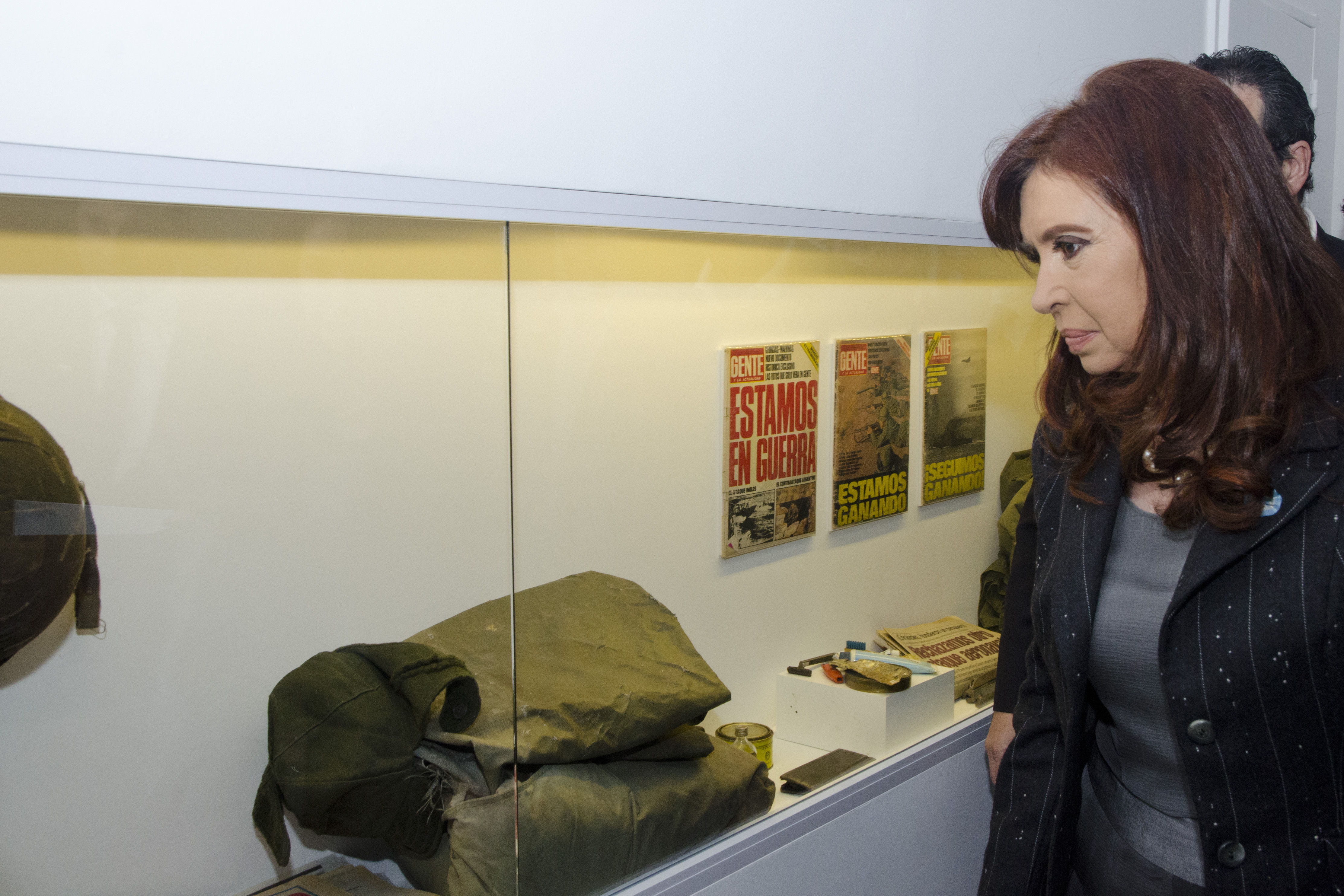
Cristina Kirchner inaugurando el Museo Malvinas e Islas del Atlántico Sur en 2014.

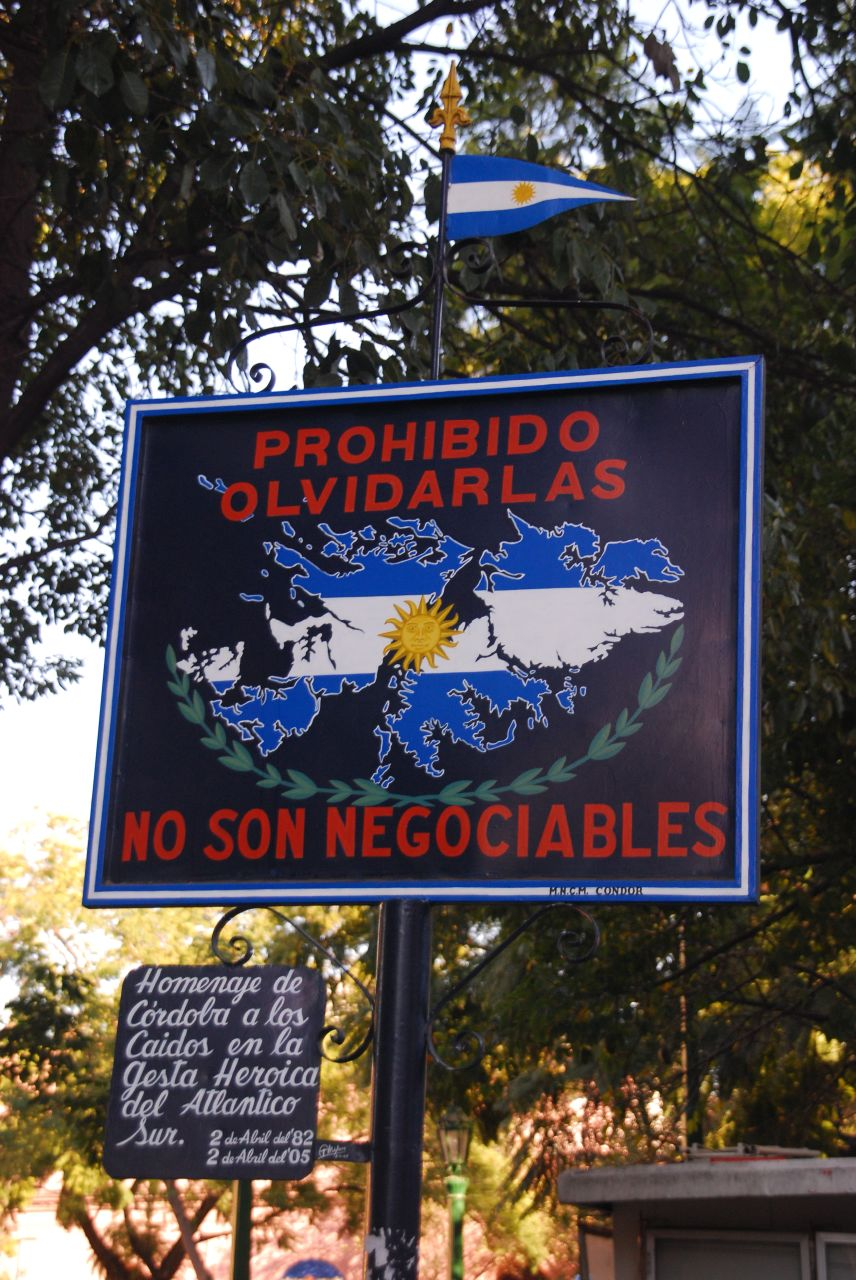
«Prohibido olvidarlas», reclama un cartel en la Ciudad de Córdoba.

Con el paso de los años, comenzó a aumentar el número de homenajes a los caídos y a la causa Malvinas en sí misma con la construcción de monumentos y memoriales en todo el territorio argentino. Los centros de veteranos y de familiares de caídos orientaron sus actividades a recuperar de la dignidad material y humana de los veteranos. Luego se comenzó a recuperar el sentido histórico del por qué ellos fueron a la guerra, para obtener el reconocimiento histórico de la población hacia los veteranos y su sacrificio. A diferencia del discurso desmalvinizador que fue impuesto desde las elites, el contradiscurso malvinizador surgió desde los sectores populares. La causa Malvinas fue resignificada, y los excombatientes pasaron de ser considerados loquitos a héroes.
En los años previos a la trigésimo aniversario de la guerra en 2012, la sociedad argentina y los medios de comunicación renovaron el reclamo argentino de soberanía del archipiélago malvinense. Como parte de esto, la presidenta Cristina Fernández de Kirchner ha criticado la desmalvinización anterior y se comprometió a hacer que la reivindicación de las islas sea un elemento central de su presidencia.
Por Decreto Nacional N° 1741 del 4 de octubre de 1994, se creó la Comisión Nacional de Excombatientes de Malvinas. Por Decreto Nacional N° 694 del 2001, que modificó el decreto anterior, la comisión tiene entre sus objetos:

a) Recopilar y ordenar toda la información existente en el ámbito del Estado Nacional, Estados Provinciales y Municipios sobre programas de salud empleo vivienda, acción social, capacitación y toda otra materia que resulte de interés para los ex-soldados conscriptos, oficiales y suboficiales de las Fuerzas Armadas y de Seguridad y civiles convocados que participaron activa y efectivamente en las acciones bélicas desarrolladas en el Atlántico Sur para la recuperación de las Islas Malvinas, Georgias y Sandwich del Sur, entre el 2 de abril y el 14 de junio de 1982.
b) Coordinar e impulsar los reclamos e inquietudes, individuales o grupales de los mismos ante los diversos órganos del Estado Nacional, Estados Provinciales y Municipios.
c) Representar al Estado Nacional en su relación con las distintas organizaciones o asociaciones que nucleen a los Veteranos de Guerra y Familiares de Caídos en combate en las acciones bélicas del Atlántico Sur.
e) Promover la realización de estudios e investigaciones en relación a los proyectos ya existentes o a otros nuevos que estime necesario emprender.
f) Estudiar y recomendar la elaboración de normas, proyectos o acciones que resulten de especial interés para los excombatientes que participaron de las acciones bélicas del Atlántico Sur.

Los gobiernos de Néstor Kirchner y Cristina Kirchner llevaron a cabo el desarrollo de la Comisión Nacional de Excombatientes para la reivindicación de la soberanía argentina de las Malvinas y como reconocimiento a la tarea de los veteranos de la guerra.
En 2012 se publicó una enorme cantidad de libros, ensayos, editoriales, artículos, investigaciones, entrevistas, columnas de opinión, entre otros, sobre a la guerra y sus efectos, tanto desde la postura de desmalvinización como de re-malvinización. A su vez, una marea creciente de graffitis antibritánicos y políticos comenzaron a aparecer en las calles de Buenos Aires. También aparecieron afiches donde mostraban soldados argentinos de la guerra con la leyenda «seguimos siendo olvidados».
Por Decreto 809/2014 de la presidenta Cristina Fernández de Kirchner se creó el Museo Malvinas e Islas del Atlántico Sur para promover la reivindicación del reclamo de soberanía argentino sobre las Malvinas y las otras islas del Atlántico Sur y homenajear a los combatientes:

1. Difundir, comunicar, exhibir y concientizar a todos los habitantes de la nación acerca de la soberanía argentina sobre las Islas Malvinas e Islas del Atlántico Sur, particularmente las Georgias del Sur y Sandwich del Sur.

2. Promover la reivindicación de la Causa Malvinas como una causa Argentina, latinoamericana y universal.

3. Difundir e intervenir en los temas atinentes a la reivindicación de la soberanía nacional sobre las Islas Malvinas en el marco de los pilares democráticos y los principios de Paz, Memoria, Verdad y Justicia.

4. Recordar y rendir homenaje a los argentinos que entregaron sus vidas en defensa de las Islas a lo largo de nuestra historia como Nación.

5. Organizar y promover la realización de actividades, jornadas, simposios y eventos en el país y en la región, tendientes a reforzar las acciones precedentes.

El 15 de octubre de 2014, el gobierno argentino anunció que los Documentos Nacionales de Identidad de los veteranos de Malvinas tendrían incorporada la leyenda «Ex combantiente, héroe de la guerra de las Islas Malvinas».
En septiembre de 2015, el Ministerio de Defensa entregó a excombatientes de Malvinas un informe sobre la guerra elaborado con documentos militares desclasificados por el decreto nacional número 503 de 2015. El informe fue realizado por especialistas del Equipo de Relevamiento y Análisis de los Archivos de las Fuerzas Armadas de la Dirección Nacional de Derechos Humanos y Derecho Internacional Humanitario del Ministerio de Defensa.